# Christian Fueter

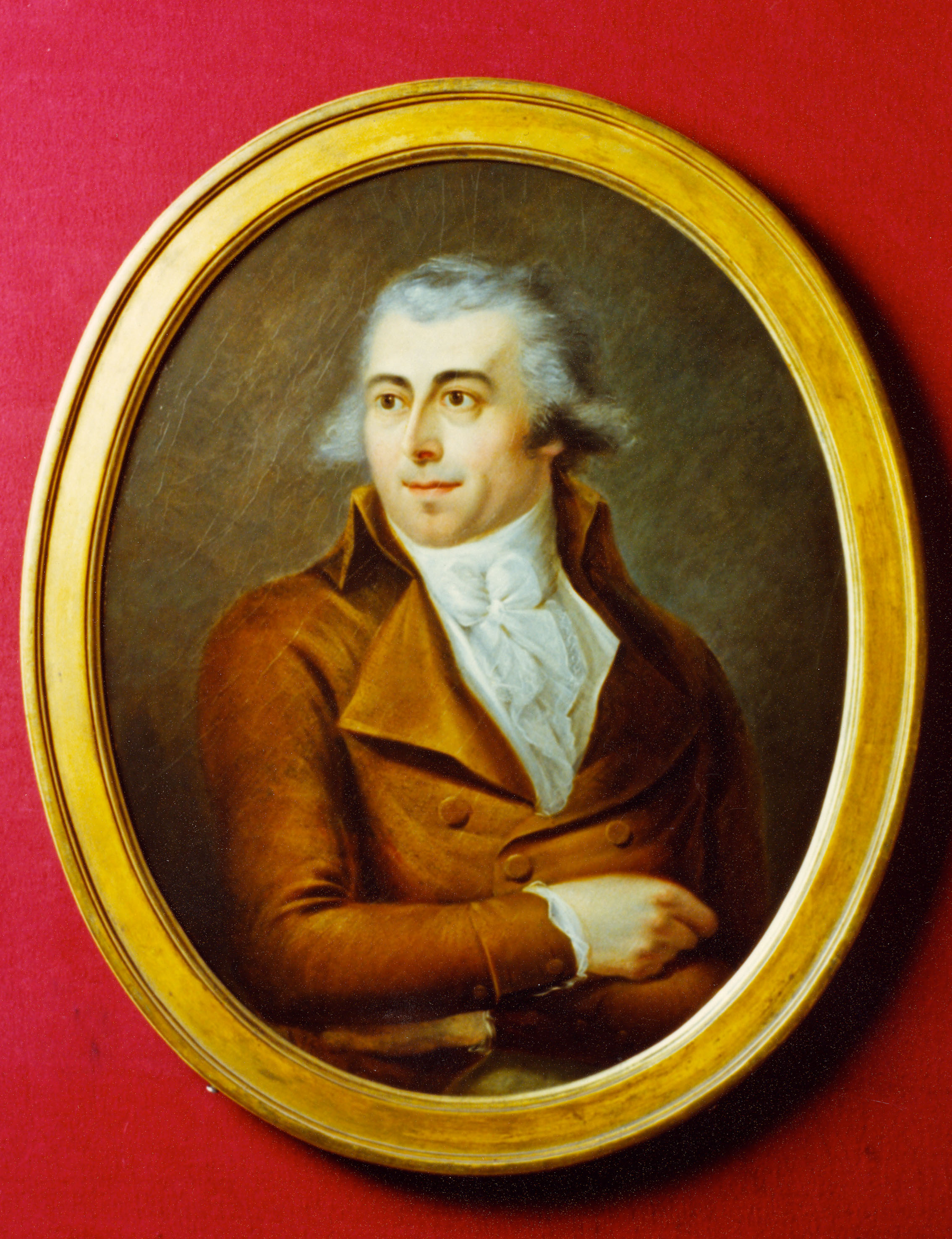
Christian Fueter

Christian Fueter (ausgesprochen [fuətər]; * 16. Juni 1752 in London; † 19. Januar 1844 in Bern, heimatberechtigt in Bern) war ein Schweizer Medailleur, Stempelschneider, Münzmeister und Politiker.

## Leben
Christian Fueter, Angehöriger der Reformierten Kirche, wurde am 16. Juni 1752 als Sohn des Goldschmieds Christian Daniel Fueter, der nach Aufenthalten in New York 1754, Pennsylvania, England und Frankreich 1769 nach Bern zurückkehrte, in London geboren. Fueter liess sich zunächst als Münzstempelschneider bei Johann Kaspar Mörikofer ausbilden. Von 1777 bis 1778 hielt er sich in Paris auf. Nach seiner Rückkehr nach Bern war er für die Fertigung verschiedener Siegel und Medaillen zuständig. In den Jahren 1791 bis 1798 fungierte Fueter als Münzmeister für die bernische Regierung, ebenso während der Zeit der Helvetischen Republik und von 1803 bis zur Schliessung der Berner Münzstätte Anfang 1838.
Fueter prägte in der Berner Münzstätte ausserdem Medaillen, Schulprämien und Gepräge für die Kantone Aargau, Appenzell Ausserrhoden, Graubünden, Neuenburg, Schaffhausen, Tessin und Uri; für Luzern schnitt er Stempel. Zudem wurde er 1818 Mitglied der Berner Stadtverwaltung, ab 1821 gehörte Fueter dem Grossen Rat an.
Christian Fueter, der mit Katharina, geborene Ganting, verheiratet war, verstarb am 19. Januar 1844 im 92. Lebensjahr in Bern.

## Nachweise
1. ↑  Hans Bickel, Christoph Landolt: Duden. Schweizerhochdeutsch. Wörterbuch der Standardsprache in der deutschen Schweiz. Hrsg. vom Schweizerischen Verein für die deutsche Sprache. Dudenverlag, Mannheim/Zürich 2012, S. 88.

| Personendaten    | Personendaten                                                     |
| ---------------- | ----------------------------------------------------------------- |
| NAME             | Fueter, Christian                                                 |
| KURZBESCHREIBUNG | Schweizer Medailleur, Stempelschneider, Münzmeister und Politiker |
| GEBURTSDATUM     | 16. Juni 1752                                                     |
| GEBURTSORT       | London                                                            |
| STERBEDATUM      | 19. Januar 1844                                                   |
| STERBEORT        | Bern                                                              |